# Mocàrab

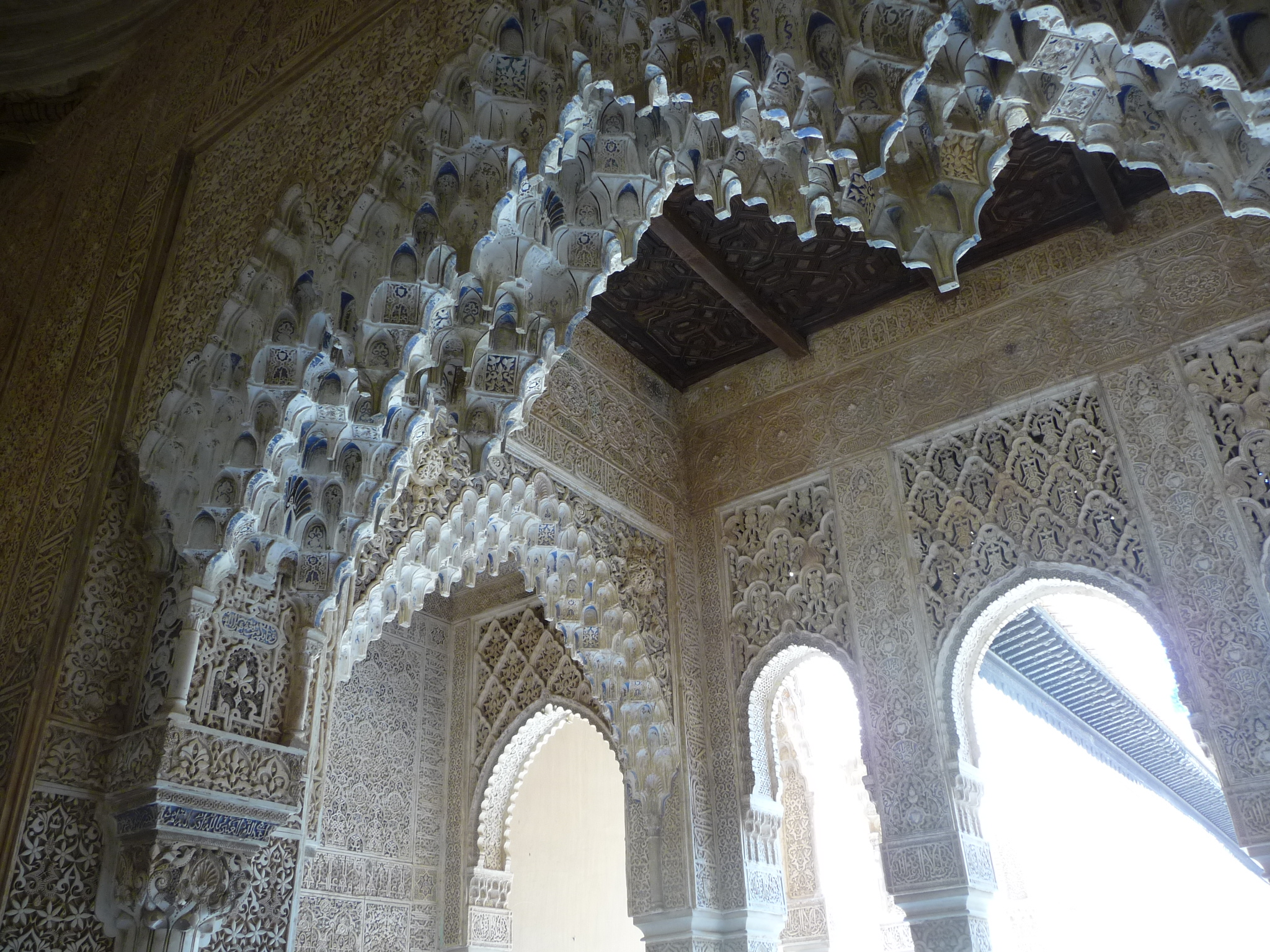
Mocàrabs a l'Alhambra de Granada

Un mocàrab (de l'àrab: مُقَرْنَص, muqarnaṣ) és un element arquitectònic decoratiu a base de prismes juxtaposats (l'un al costat de l'altre) i penjants, que semblen estalactites soltes o arraïmades. Acostumen a disposar-se revestint les cúpules o l'intradós dels arcs. Son tridimensionals però dissenyats en dues dimensions amb dibuixos de cel·les geomètriques.
És peculiar de l'arquitectura islàmica. Van aparèixer a Pèrsia des d'on, a partir del segle x, es van estendre a gran part del món islàmic: Síria, Egipte, Sicília, el Magrib i l'Àndalus. Tot i que aquesta decoració va ser emprada ja pels almoràvits, només es conserven exemples d'aquesta època al nord d'Àfrica. A l'Àndalus hi va ser introduïda pels almohades, la qual cosa explica que no estigui present en construccions anteriors al segle xii i sí, en canvi, que se'n trobin magnífics exemples als Reales Alcázares de Sevilla, a l'Alhambra de Granada, cimera de l'art nassarita. També és present en l'art mudèjar i, en conseqüència, en la seva recreació moderna neomudèjar. També n'hi ha en dos teginats del castell de Belmonte, a Conca.
Antigament, en català també s'hauria anomenat almocàrab i, en documentació del rei Martí l'Humà, els mocàrabs apareixen esmentats amb el nom d'almigarves.